# Paul Moulden
Paul Anthony Moulden (Farnworth, 6 settembre 1967) è un ex calciatore inglese, di ruolo attaccante.

## Carriera

### Club
Moulden giocò per il Manchester City e fece parte della squadra che vinse la FA Youth Cup 1985-1986. Debuttò nella prima squadra il 1º gennaio 1986, contro l'Aston Villa. Per quella stagione, il suo spazio fu limitato, ma diventò capocannoniere della squadra riserve. Una gamba rotta gli limitò lo spazio all'inizio del campionato 1987-1988. Ebbe maggiore spazio nella stagione successiva e fu il capocannoniere del Manchester City con 13 reti, che consentirono la promozione del club. Sul finire della stagione, però, fu ceduto al Bournemouth.
Dopo circa sette mesi in squadra, passò all'Oldham Athletic. Nel 1992, passò in prestito ai norvegesi del Molde, per cui debuttò nell'Eliteserien in data 24 maggio: subentrò a Stein Jørgen Dahle nella sconfitta per 3-0 contro lo HamKam. Tornò poi all'Oldham Athletic, giocando 4 partite nella Premier League, per poi essere ceduto al Brighton.
In seguito, fu in forza al Birmingham City, allo Huddersfield Town e al Rochdale. Giocò poi nelle serie minori del calcio inglese, con le maglie di Accrington Stanley e Bacup Borough.

## Palmarès

### Club

#### Competizioni nazionali
- Campionato inglese di seconda divisione: 1

Oldham: 1990-1991

#### Competizioni giovanili
- FA Youth Cup: 1

Manchester City: 1985-1986